# Steinkreis von Bilden

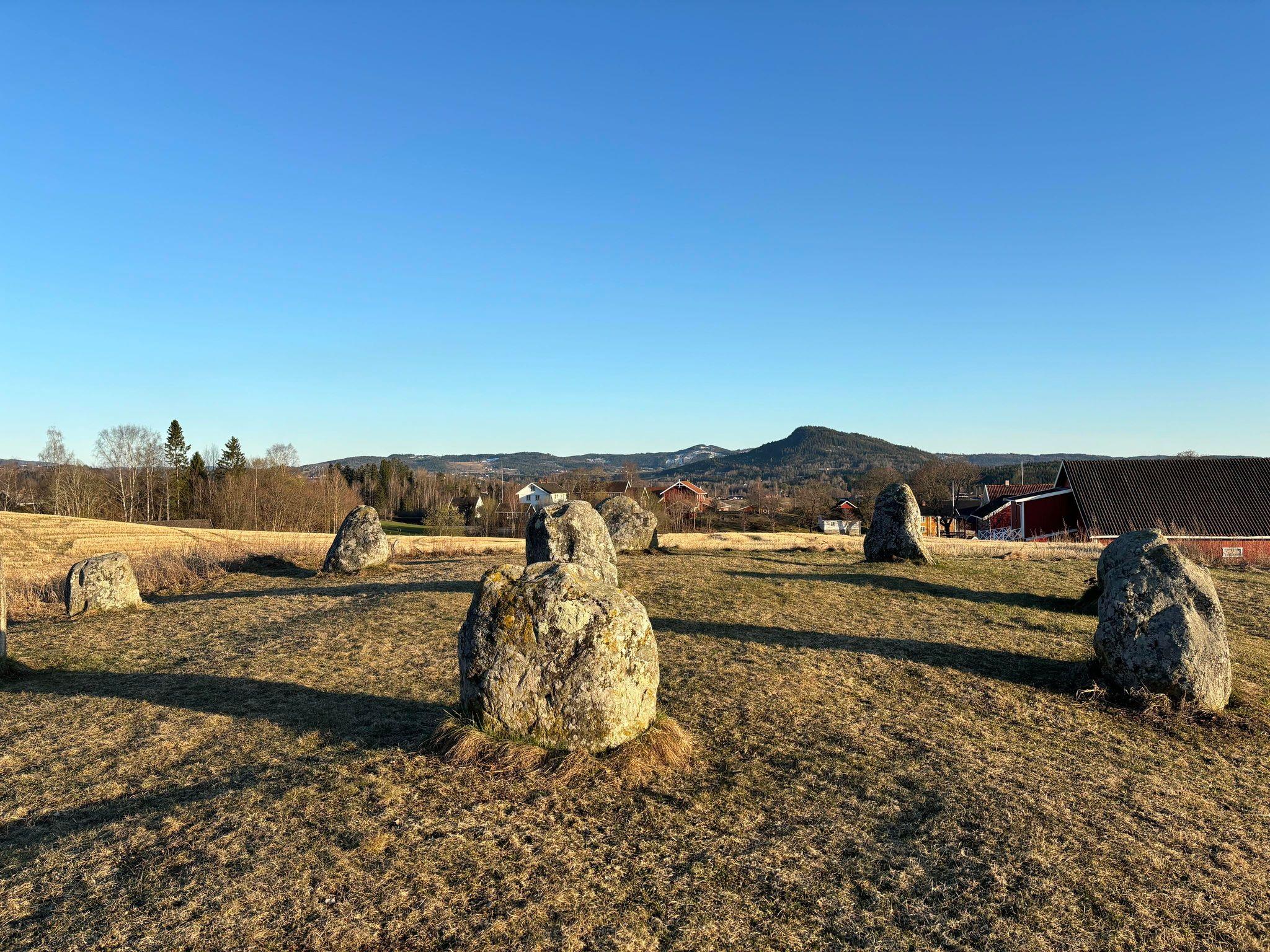
Steinkreis von Bilden

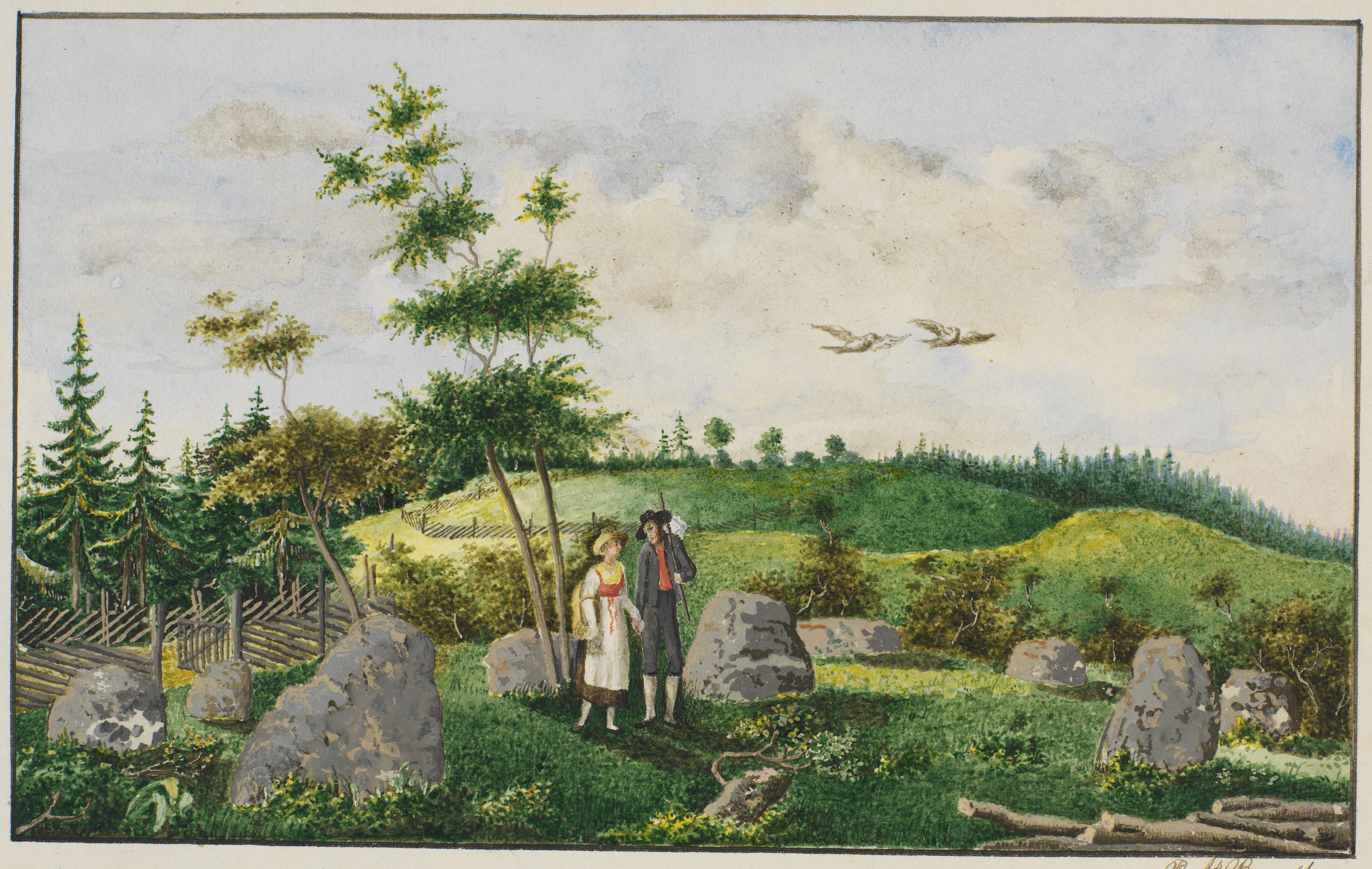
Thingsteine von Bilden in Hadeland, Peter Andreas Brandt (1792–1862)

Der Steinkreis von Vestre Bilden liegt auf einem Hügel, etwas 2,5 Kilometer nördlich von Tingelstad, in der Kommune Gran im norwegischen Fylke Innlandet.
Der nicht untersuchte Steinkreis liegt auf offenem Gelände in der Nähe der Hauptstraße durch Hadeland. Etwa 30 Meter östlich des Kreises befinden sich drei runde Grabhügel, die im 19. Jahrhundert teilweise zerstört, aber nicht archäologisch untersucht wurden. Der Steinkreis hat etwa 14,5 m Durchmesser und besteht aus acht Steinblöcken im Kreis und einem in der Mitte. Die Höhe der Steine im Kreis liegt zwischen 0,85 und 1,5 m. Sie sind 60 bis 80 cm breit. Der Abstand zwischen den Steinen beträgt etwa 5,5 Meter. Der mittlere Stein wird lokal Stein der Könige genannt. Er ist 1,1 Meter hoch und an der Basis etwa 90 cm breit.
Zwei der runden Grabhügel in der Nähe haben etwa 10,0 m Durchmesser und sind 1,0 bzw. 2,5 Meter hoch. Der größte hat einen Durchmesser von 16,5 Metern und eine Höhe von etwa 2,75 Metern.
In der Nähe liegt einer der Halvdanshaugen.